# Кубок України з гандболу серед жінок 2017—2018
Кубок України з гандболу 2017-2018 — гандбольний турнір за Кубок України серед жіночих команд української Суперліги. Проводиться втретє після відновлення у 2016 році..

## Учасники
У Кубку України 2017-2018 беруть участь 9 команд, 6 команд Суперліги:
- «Галичанка» (Львів) (автоматично потрапляє до «фіналу чотирьох»);
- «Дніпрянка» (Херсон);
- «Економуніверситет» (Тернопіль);
- «Карпати» (Ужгород);
- РЕАЛ-МОШВСМ-НУК (Миколаїв);
- «Спартак» Київ;

та три команди Вищої ліги:
- БВУФК (Бровари);
- ДЮСШ 4  (Кривий Ріг);
- «Педуніверситет» (Тернопіль).[2]

У 1/8 та 1/4 розіграшу проводилась серія з двох матчів, які відбувались на майданчику кожної команди. Четверо переможців 1/4 шляхом жеребкування розділяються на пари для проведення півфіналу Кубку. Місце проведення «фіналу чотирьох» ще не визначено.

## Відбірковий раунд (1/8)
27 січня, 3 лютого 2018 р. «Економуніверситет» — «Педуніверситет» 32:31, 46:36

## 1/4 фіналу
25, 26 січня 2018 р. БВУФК — «Карпати» 18:43, 17:41

27 січня, 3 лютого 2018 р. «Дніпрянка» — ДЮСШ 4 33:22, 28:17

29 січня, 3 лютого 2018 р. РЕАЛ-МОШВСМ-НУК — «Спартак» 27:26, 25:14

## Фінал чотирьох
«Фінал чотирьох» відбувся 19-20 травня 2018 року в м. Ужгород, в спорткомплексі «Юність». Пари у півфінальних матчах були визначені 19 травня шляхом жеребкування.

#### Турнірна таблиця
|  | Півфінал |                 |          |  |  |                   |                   |                   |
|  |          | «Галичанка»     | 26       |  |  |                   |                   |                   |
|  |          | «Дніпрянка»     | 25       |  |  | Фінал             | Фінал             | Фінал             |
|  |          |                 |          |  |  |                   | «Галичанка»       | 24                |
|  | Півфінал | Півфінал        | Півфінал |  |  | «Карпати»         | 28                |                   |
|  |          | РЕАЛ-МОШВСМ-НУК | 28       |  |  |                   |                   |                   |
|  |          | «Карпати»       | 36       |  |  | Матч за 3-є місце | Матч за 3-є місце | Матч за 3-є місце |
|  |          |                 |          |  |  |                   | «Дніпрянка»       | 22                |
|  |          |                 |          |  |  |                   | РЕАЛ-МОШВСМ-НУК   | 32                |

#### Фінал
| 20 травня 2018 |

| «Карпати» (Ужгород) | 36 – 28 | «Галичанка» (Львів) |
| ------------------- | ------- | ------------------- |
|                     | Звіт    |                     |

| Ужгород |

|                   | в | Єлизавета Воронько    |    |
|                   | в | Вікторія Гичка        |    |
|                   | в | Теа Чіковані          |    |
|                   |   | Анна Трифонова        |    |
|                   |   | Анастасія Мелекесцева | 1  |
|                   |   | Тетяна Кильч          | 2  |
|                   |   | Яна Готра             | 12 |
|                   |   | Христина Сендрей      |    |
|                   |   | Ірина Компанієць      | 6  |
|                   |   | Наталія Шипляк        |    |
|                   |   | Софія Безрукова       | 3  |
|                   |   | Анна Лезінська        | 2  |
|                   |   | Катерина Купчак       |    |
|                   |   | Олександра Фурманець  | 2  |
|                   |   | Ольга Макаренко       |    |
|                   |   | Мілана Шукаль         |    |
| Головний тренер:  |   |                       |    |
| Борис Петровський |   |                       |    |

|                  | в | Вікторія Салтанюк    |   |
|                  | в | Марія-Луїза Воронова |   |
|                  |   | Наталія Савчин       | 4 |
|                  |   | Наталія Воловник     |   |
|                  |   | Софія Давидянц       |   |
|                  |   | Анастасія Баранович  |   |
|                  |   | Мар'яна Маркевич     | 1 |
|                  |   | Марина Коновалова    | 1 |
|                  |   | Юлія Головко         |   |
|                  |   | Ольга Василяка       |   |
|                  |   | Наталія Сабова       | 5 |
|                  |   | Наталія Стрюкова     | 3 |
|                  |   | Ілона Гайкова        | 6 |
|                  |   | Тетяна Череп         |   |
|                  |   | Діана Колодійчак     |   |
|                  |   | Тетяна Поляк         | 1 |
| Головний тренер: |   |                      |   |
| Тетяна Штефан    |   |                      |   |